# Dysithamnus stictothorax
Dysithamnus stictothorax е вид птица от семейство Thamnophilidae. Видът е почти застрашен от изчезване.

## Разпространение
Видът е разпространен в Аржентина и Бразилия.